# 海岸交替单胞菌
海岸交替单胞菌（学名：Alteromonas litorea）也称岸滨交替单胞菌，是交替单胞菌属的下属物种。此物种是一种革兰氏阴性、运动性、厌氧、不形成孢子、过氧化氢酶阳性、轻微嗜盐且嗜温的杆状细菌。此物种用单极鞭毛运动。此物种最早从韩国黄海的潮间带沉积物中分离出来。